# Lost Springs (Kansas)
Lost Springs és una població dels Estats Units a l'estat de Kansas. Segons el cens del 2000 tenia 71 habitants.

## Demografia
Segons el cens del 2000, Lost Springs tenia 71 habitants, 30 habitatges, i 23 famílies. La densitat de població era de 119,2 habitants/km².
Dels 30 habitatges en un 36,7% hi vivien nens de menys de 18 anys, en un 56,7% hi vivien parelles casades, en un 16,7% dones solteres, i en un 23,3% no eren unitats familiars. En el 23,3% dels habitatges hi vivien persones soles el 13,3% de les quals corresponia a persones de 65 anys o més que vivien soles. El nombre mitjà de persones vivint en cada habitatge era de 2,37 i el nombre mitjà de persones que vivien en cada família era de 2,7.
Per edats la població es repartia de la següent manera: un 28,2% tenia menys de 18 anys, un 5,6% entre 18 i 24, un 25,4% entre 25 i 44, un 28,2% de 45 a 60 i un 12,7% 65 anys o més.
L'edat mediana era de 39 anys. Per cada 100 dones de 18 o més anys hi havia 82,1 homes.
La renda mediana per habitatge era de 15.455 $ i la renda mediana per família de 16.250 $. Els homes tenien una renda mediana de 15.625 $ mentre que les dones 11.250 $. La renda per capita de la població era de 7.227 $. Entorn del 15,8% de les famílies i el 21,7% de la població estaven per davall del llindar de pobresa.

## Poblacions més properes
El següent diagrama mostra les poblacions més properes.